# 奧布曼內島
奧布曼內島是俄羅斯的島嶼，屬於北地群島的一部分，位於十月革命島以西的喀拉海，由克拉斯諾亞爾斯克邊疆區負責管轄，長1.9公里、寬1.6公里，海拔高度15米，島上無人居住。